# Seznam francoskih rokometašev
Seznam francoskih rokometašev.

## A
- Luc Abalo
- Joël Abati
- Grégory Anquetil

## B
- Yannick Birckel
- Sébastien Bosquet
- Cédric Burdet

## C
- Daniel Costantini

## D
- Philippe Debureau
- Didier Dinart

## F
- Jérôme Fernandez

## G
- Philippe Gardent
- Christian Gaudin (rokometaš)
- Bertrand Gille (rokometaš)
- Guillaume Gille
- Olivier Girault
- Andrech Golic
- Michaël Guigou

## K
- Nikola Karabatić
- Daouda Karaboué
- Christophe Kempe
- Olivier Krumbholz

## L
- Denis Lathoud

## M
- Michel Macquet
- Pascal Mahé
- Bruno Martini (rokometaš)

## N
- Daniel Narcisse
- Thierry Ngninteng

## O
- Thierry Omeyer
- Claude Onesta

## P
- Thierry Perreux
- Yohan Ploquin
- Alain Portes
- Laurent Puigségur
- Laurent Puiségur

## R
- Jackson Richardson

## S
- Cédric Sorhaindo
- Stéphane Stoecklin

## V
- Frédéric Volle